# Харлуское сельское поселение
Ха́рлуское сельское поселение — упразднённое муниципальное образование (сельское поселение) с центром в посёлке Харлу, входившее в состав Питкярантского района Республики Карелия Российской Федерации. Существовало с 2004 по 2023 годы.

## География
Харлуское сельское поселение граничило с территориями Лоймольского сельского поселения, Ляскельского сельского поселения, Кааламского сельского поселения, Сортавальского городского поселения.
Площадь поселения — 306,56 км².

## История
Статус и границы сельского поселения установлены Законом Республики Карелия от 1 ноября 2004 года № 813-ЗРК «О городских, сельских поселениях в Республике Карелия».
В 2023 году все входившие в состав Питкярантского муниципального района муниципальные образования нижнего уровня (одно городское поселение и четыре сельских) были упразднены и объединены в Питкярантский муниципальный округ.

## Население
| 2009  | 2010  | 2012  | 2013  | 2014  | 2015  | 2016  | 2017  | 2018  |
| ----- | ----- | ----- | ----- | ----- | ----- | ----- | ----- | ----- |
| 1354  | ↗1387 | ↘1362 | ↘1338 | ↘1300 | ↘1276 | ↘1223 | ↘1219 | ↘1201 |
| 2019  | 2020  | 2021  | 2023  |       |       |       |       |       |
| ↘1167 | ↘1129 | ↘1015 | ↘987  |       |       |       |       |       |

## Населённые пункты
В сельское поселение входили 6 населённых пунктов (в том числе 1 населённый пункт в составе посёлка Харлу):
| № | Населённый пункт                      | Тип населённого пункта | Население |
| - | ------------------------------------- | ---------------------- | --------- |
| 1 | Алатту (фин. и карел. Alattu)         | деревня                | ↘36       |
| 2 | Рауталахти (фин. и карел. Rautalahti) | деревня                | ↘389      |
| 3 | Улмалахти (фин. и карел. Ulmalahti)   | деревня                | →1        |
| 4 | Харлу (фин. и карел. Harlu)           | посёлок                | ↘871      |
| 5 | Хямекоски (фин. и карел. Hämekoski)   | деревня                |           |
| 6 | Янисъярви (фин. и карел. Jänisjärvi)  | станция                | ↗41       |

## Достопримечательности
На территории поселения расположены некоторые архитектурные объекты, в частности:
в посёлке Харлу:
- жилой дом на улице Берёзовая аллея.
- жилой дом священника
- здание детского сада
- братская могила воинов, погибших в годы Великой Отечественной войны 1941—1945 гг.

в посёлке Янисъярви:
- здание вокзала

Посёлок Харлу является историческим поселением.

## Структура местного самоуправления
Структуру местного самоуправления поселения составляли:
- Совет Харлуского сельского поселения

Состоит из 10 депутатов, из которых самими же депутатами выбираются председатель и заместитель председателя.
- Глава Харлуского сельского поселения

На данный момент[когда?] главой поселения является Наталья Геннадьевна Болсун.
- Администрация Харлуского сельского поселения

Администрация поселения состоит из 4 человек. В неё входят: глава поселения, специалисты администрации и главный бухгалтер.